# 哈斯拜亞

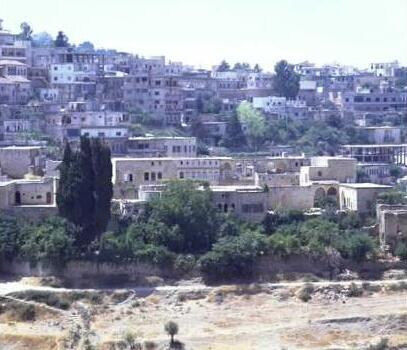
哈斯拜亞

哈斯拜亞，是黎巴嫩的城鎮，位於該國東南部，由納巴泰省負責管轄，是哈斯拜亞縣的首府。面積22平方公里，海拔高度750米，2008年人口7,224，人口密度每平方公里330人。坐落在哈斯巴尼河畔。